# Patrice de Mac Mahon
Pour les autres membres de la famille, voir Famille de Mac Mahon.
Pour les articles homonymes, voir MacMahon.
Patrice de Mac Mahon, comte de Mac Mahon, 1er duc de Magenta, maréchal de France, né le 13 juin 1808 au château de Sully (Saône-et-Loire) et mort le 17 octobre 1893 à Montcresson (Loiret), est un officier militaire, administrateur colonial et homme d’État français, président de la République du 24 mai 1873 au 30 janvier 1879.
Fait maréchal de France par Napoléon III, il est sénateur et gouverneur de l’Algérie pendant le Second Empire.
En 1871, il est à la tête de l’armée régulière (dite « versaillaise »), qui reprend le contrôle de l’ensemble du territoire français en réprimant notamment la garde nationale et les communes insurrectionnelles, dont celle de Paris, refusant de se soumettre au gouvernement Dufaure. Mac Mahon sort donc victorieux de la guerre civile.
Légitimiste, il succède à Adolphe Thiers comme président de la République en 1873, sur une ligne conservatrice et avec pour but affiché de n'être qu'un président de transition vers le rétablissement de la monarchie en France. Son mandat est notamment marqué par l’instauration du septennat, qui constitue un choix de compromis entre monarchistes et républicains, et par la crise constitutionnelle de 1877, qui le conduit à démissionner deux ans plus tard après l'échec de la restauration monarchique.

## Biographie

### Origines familiales
La famille Mac Mahon est d’origine irlandaise, réfugiée en France avec Jacques II Stuart lors de la Glorieuse Révolution de 1689, et se réclamant de la descendance des anciens rois d’Irlande.
Ils revendiquent une descendance des seigneurs de Munster ; après l’installation définitive de la famille en France, leur noblesse est reconnue par lettres patentes du roi Louis XV.
Famille essentiellement militaire (quatorze Mac Mahon ont intégré l’armée), elle s’est établie en Bourgogne (Autun), au château de Sully (Saône-et-Loire), qui voit naître le 13 juin 1808 Patrice de Mac Mahon, seizième et avant-dernier enfant de Maurice-François de Mac Mahon (1754-1831), comte de Mac Mahon, et de Pélagie de Riquet de Caraman (1769-1819), elle-même descendante de Pierre-Paul Riquet, constructeur du canal du Midi.

### Débuts et Algérie
En 1820, Mac Mahon entre au Petit Séminaire des Marbres à Autun ; il achève ses études au collège royal Saint-Louis (actuel lycée Saint-Louis) à Paris, puis il entre à l’école spéciale militaire de Saint-Cyr à compter du 23 octobre 1825, il rejoint pour deux ans l’école d’application d’état-major, le 1er octobre 1827.
Sorti troisième de l’école militaire de Saint-Cyr, il entre dans l’armée en 1827, où il est détaché au 4e régiment de hussards en 1830, participe ensuite à la conquête de l’Algérie, où, alors sous-lieutenant au 20e régiment d’infanterie de ligne, il se fait remarquer lors de la prise d’Alger par sa capacité et sa bravoure. Le 24 novembre 1830, il s’illustre avec son régiment, durant l’expédition de l’Atlas, lors du combat du col de Mouzaïa qui lui permet de recevoir la croix de chevalier de la Légion d’honneur.
Rappelé en France, il participe en 1832 à la campagne des Dix-Jours où il attire de nouveau l’attention lors du siège de la citadelle d’Anvers.
Il devient capitaine en 1833, et revient en Algérie en 1836 où il est placé sous les ordres du général Clauzel puis du général Damrémont. Il mène des raids de cavalerie à travers les plaines occupées par les Bédouins et se distingue au siège de Constantine, en 1837, où il est légèrement blessé. En 1840, il quitte l’Afrique et apprend à son arrivée en France qu’il est promu chef d’escadron.
En mai 1841, il repart en Algérie à la tête du 10e bataillon de chasseurs à pied avec lequel il se distingue, en avril, au combat du col de Bab el-Thaza et devant les troupes d’Abd el-Kader, le 25 mai.
Le 31 décembre 1842, il est promu lieutenant-colonel au 2e régiment de la Légion étrangère. En 1843, il prend les fonctions de chef de corps, en remplacement du titulaire malade, commandement qu’il garde jusqu’en 1845.
Il s’illustre de nouveau lors des combats de Chaab el Gitta et d’Aïn Kebira les 14 et 17 octobre 1844.
Devenu colonel en décembre 1845, il prend le commandement du 41e régiment d’infanterie de ligne alors en garnison à Marnia.
Au début de 1848, il est nommé à la tête de la subdivision de Tlemcen. Il devient général de brigade le 12 juin de la même année. En 1849, il devient commandeur de la Légion d’honneur, et effectue l’intérim du général Pélissier, chef d’état-major de la province d’Oran.
En 1852, il organise en Algérie le plébiscite de légitimation par le suffrage universel destiné à approuver le coup d’État du 2 décembre 1851 avant de recevoir, en mars, le commandement de la division de Constantine puis d’être promu général de division, en juillet.

### Mariage et descendance
Il épouse en l’église Saint-Thomas-d’Aquin de Paris le 13 mars 1854 Élisabeth de La Croix de Castries, (Paris, 12 février 1834 - Paris 7e, 20 février 1900), fille de Charles Armand de La Croix, comte de Castries, gentilhomme ordinaire de la Chambre du Roi et de Marie Augusta d’Harcourt-Olonde.
De cette union naissent quatre enfants :
1. Patrice de Mac Mahon (1855-1927), 2e duc de Magenta, marié en 1896 avec la princesse Marguerite d’Orléans (1869-1940), fille du prince Robert d’Orléans, duc de Chartres, et de la princesse Françoise d’Orléans. Dont postérité ;
2. Eugène de Mac Mahon (1857-1907), sans alliance ;
3. Emmanuel de Mac Mahon (1859-1930), marié en 1892 avec Marguerite de Chinot de Fromessent (1872-1960), fille de Gaston de Chinot de Fromessent et de Amélie de Villiers de La Noue. Dont postérité ;
4. Marie de Mac Mahon (1863-1954), mariée en 1886 avec Eugène comte d’Halwin de Piennes (1852-1902), fils d’Eugène d’Halwin de Piennes, secrétaire d’ambassade, député de la Manche, chambellan de l’impératrice Eugénie, et de Blandine d’Auray de Saint Pois. Sans descendance[3].

### Guerre de Crimée, Sébastopol
Pendant la guerre de Crimée, on lui donne le commandement de la 1re division d’infanterie du 2e corps de l’armée d’Orient et, en septembre 1855, il mène avec succès, pendant le siège de Sébastopol, l’attaque sur les ouvrages fortifiés de Malakoff, où il aurait prononcé son célèbre « J’y suis, j’y reste ! », ce qui aboutit à la chute de Sébastopol. Peu après, le peintre Horace Vernet le figure en vainqueur dans La Prise de la tour Malakoff, une commande de la commune d'Autun destinée à l'honorer.

### Sénateur, vainqueur en Algérie
Après son retour en France, il est comblé d’honneurs et fait sénateur. Désirant pourtant une vie plus active, il refuse le commandement suprême des troupes françaises, et est une fois encore envoyé, sur sa demande, en Algérie, où il vainc complètement les Kabyles. De retour en France, il vote comme sénateur contre la loi inconstitutionnelle sur la sécurité générale, proposée après l’attentat manqué d’Orsini contre la vie de l’empereur.

### Maréchal de France

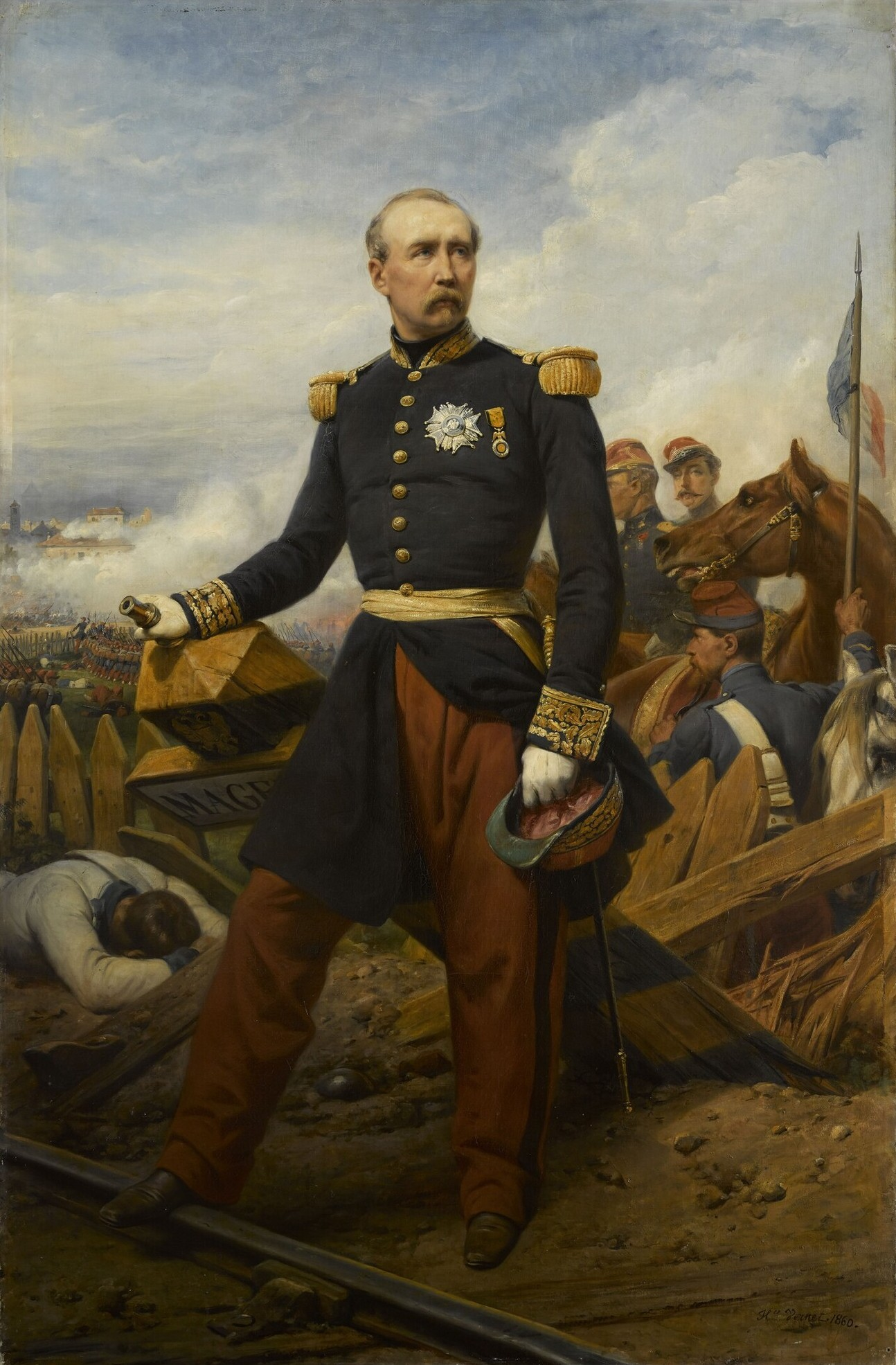
Le général de Mac Mahon durant la guerre d’Italie.

Il se distingue particulièrement lors de la campagne d’Italie de 1859. Moitié par chance, moitié par audace et par flair, il pousse ses troupes en avant sans avoir reçu d’ordres à un moment critique lors de la bataille de Magenta, ce qui assure la victoire française.
Pour ses brillants services, il reçoit de Napoléon III le bâton de maréchal, et est fait duc de Magenta.

### Gouverneur général d'Algérie
En 1861, il représente la France au couronnement de Guillaume Ier de Prusse. En 1864, il est nommé gouverneur général d’Algérie.
Son action dans ce poste représente l’épisode le moins réussi de sa carrière. Bien qu’ayant effectivement mis en œuvre quelques réformes dans les colonies, les plaintes sont si nombreuses que deux fois dans la première moitié de 1870 il présente sa démission à Napoléon III.
Quand le cabinet Ollivier, qui finit si mal[pas clair], est formé, l’empereur abandonne ses projets algériens[pourquoi ?] et Mac Mahon est rappelé.

### Guerre de 1870 et Commune de Paris

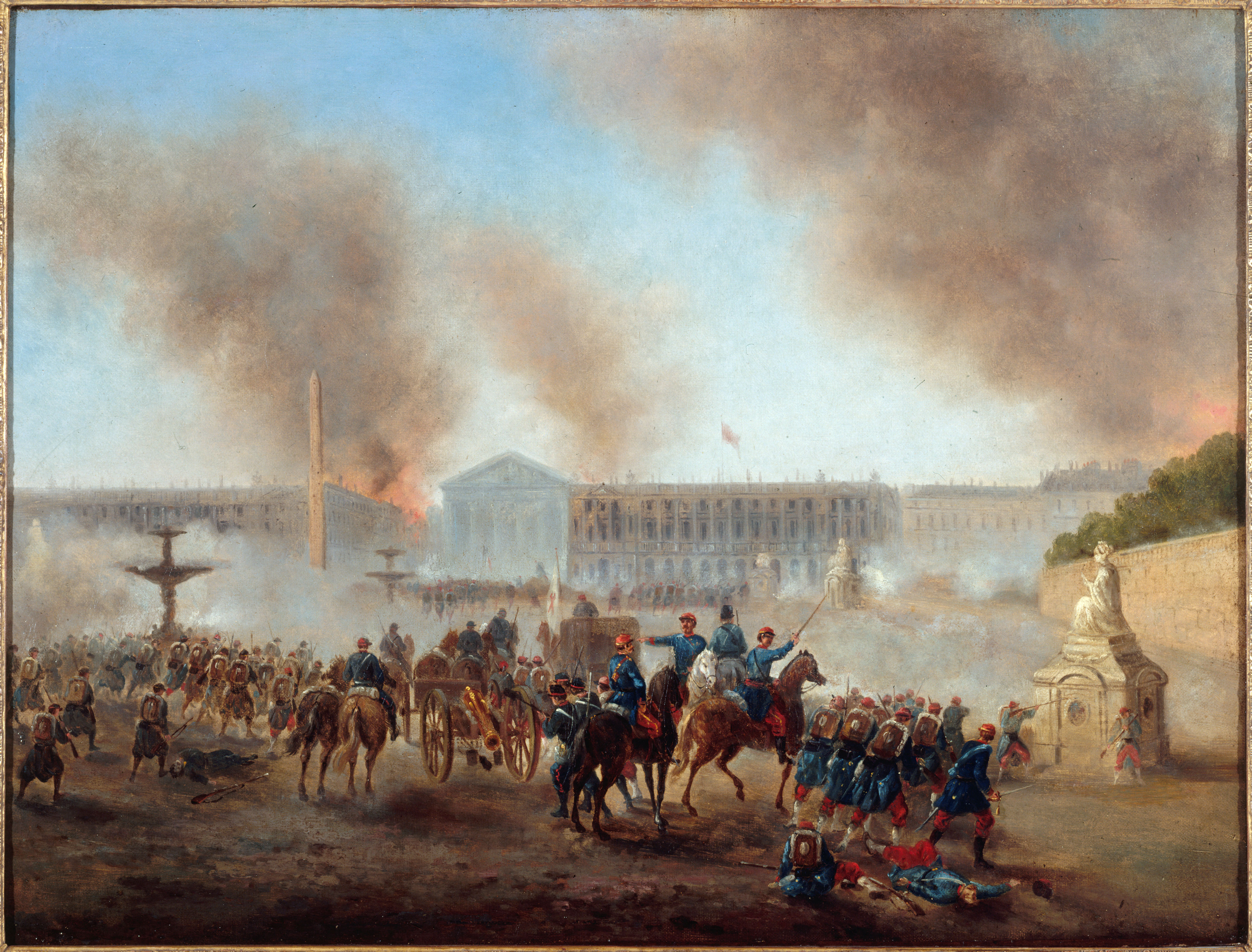
Prise de la place de la Concorde par l'armée des Versaillais commandée par Mac Mahon lors de la Semaine sanglante.

Il participe à la guerre franco-prussienne de 1870, essuie plusieurs défaites en Alsace et lors de la bataille de Sedan où il est blessé au début des combats. Piètre stratège, son action paraît confuse et marquée par une certaine indécision.
Il est fait prisonnier lors de la capitulation de Sedan, le 2 septembre.
Libéré le 15 mars 1871, il est nommé par le gouvernement légal à la tête de l’armée régulière dite « versaillaise », qui mène la campagne à l’intérieur et principalement réprime la Commune de Paris, tuant ou capturant des dizaines de milliers de personnes au cours de la Semaine sanglante.

### Président de la République

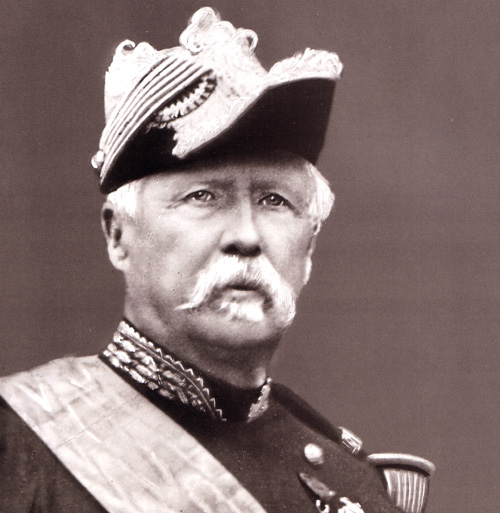
Le maréchal de Mac Mahon dans les années 1870.

Il est élu président de la République par la majorité parlementaire royaliste de l’époque, après la chute d’Adolphe Thiers le 24 mai 1873. Après avoir limogé le président du Conseil Jules Dufaure, il le remplace par le duc Albert de Broglie, un monarchiste, projetant ainsi une restauration de la monarchie.
C’est le projet de troisième Restauration, dont les négociations, finalement, tournent court.
L’échec de ce projet de restauration le conduit à faire voter, avec le duc de Broglie, le septennat présidentiel. Cette décision fait monter le cours des emprunts publics à la Bourse de Paris.
« Bien que royaliste convaincu, il ne rencontrera pas le comte de Chambord en novembre 1873, estimant ne pas pouvoir allier son devoir de président de la République aux désirs du prince ». Avec le duc de Broglie comme président du Conseil, il prend une série de mesures d’« ordre moral ». L’Assemblée ayant, le 9 novembre 1873, fixé son mandat à sept ans, il déclare, le 4 février 1874, qu’il saurait pendant sept ans faire respecter l’ordre légalement établi. Préférant rester « au-dessus des partis », il assiste plutôt qu’il n’y prend part aux procédures qui, en janvier et février 1875, aboutissent aux lois fondamentales établissant la République comme le gouvernement légal de la France (voir l’amendement du député Wallon du 30 janvier 1875). Mac Mahon s’estime responsable devant le pays plus que devant la chambre, ce qui amène des conflits avec cette dernière.

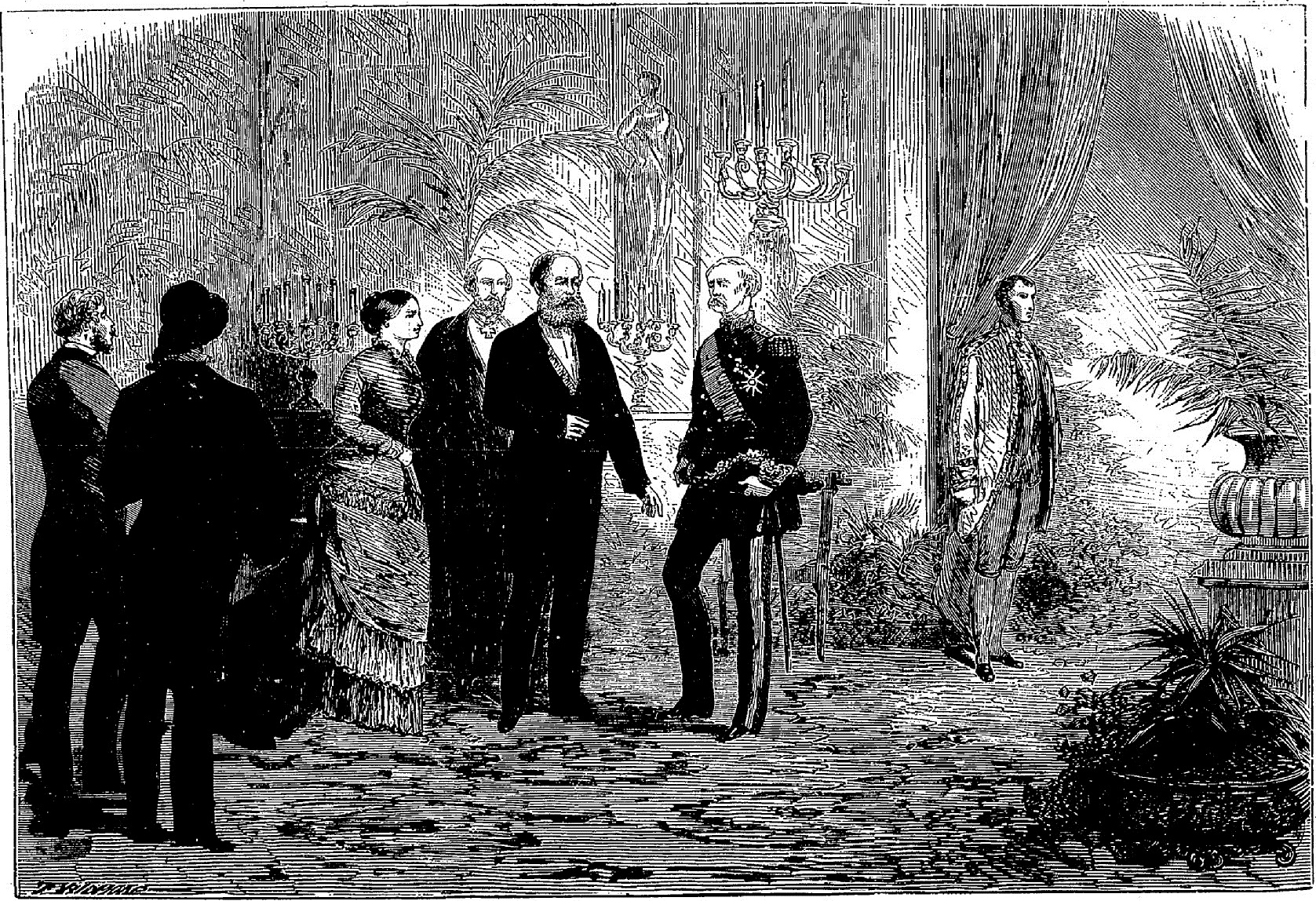
Visite du « Maréchal-Président » à l’Empereur et l’Impératrice du Brésil, au Grand-Hotel (L’Univers illustré: journal hebdomadaire, no 1.153, 28/04/1877).

Il prononce sa décision le 24 juillet 1875 dans un arbitrage international qui lui a été confié en tant que président de la République française — considéré comme neutre dans cette affaire — à la demande conjointe du Royaume-Uni et du Portugal qui tous deux revendiquaient la baie de Delagoa (et donc Lourenço Marques) ; il confirme l'appartenance de celle-ci au Portugal.
Le 26 septembre 1875, il séjourne à Vernon dans l’Eure pendant plusieurs jours, afin de préparer les grandes manœuvres de la troisième armée. À la suite des élections législatives françaises de 1876, qui sont remportées par une majorité républicaine, il consent avec réticence à la formation des gouvernements Dufaure III, Dufaure IV et Jules Simon, dominés par les républicains.
Quand les mandements épiscopaux des évêques de Poitiers, Nîmes et Nevers, recommandant à la sympathie du gouvernement français le cas du pape captif Pie IX, sont suivis d’une résolution de la Chambre proposée par la gauche et demandant au Gouvernement de « réprimer les manifestations ultramontaines » (4 mai 1877), Mac Mahon, douze jours plus tard, demande à Jules Simon de démissionner, et constitue un gouvernement conservateur sous la direction du duc de Broglie ; il convainc le Sénat de dissoudre la Chambre, et fait un voyage à travers le pays pour assurer le succès des conservateurs aux élections, tout en protestant qu’il ne désire pas renverser la République. C’est ce qu’on a appelé « le coup du 16 mai ».
Cependant, les élections suivantes du 14 octobre donnent à la gauche une majorité de 120 sièges, et le ministère de Broglie, désavoué, démissionne le 19 novembre.
Mac Mahon tente d’abord de former un gouvernement de fonctionnaires dirigé par le général de Rochebouët, mais la Chambre ayant refusé d’entrer en contact avec lui, Rochebouët démissionne dès le lendemain. Mac Mahon se voit contraint de rappeler Dufaure à la tête d’un gouvernement de gauche.
Les élections sénatoriales du 5 janvier 1879 ayant basculé cette assemblée à gauche, Mac Mahon ne dispose plus d’aucun soutien parlementaire et préfère démissionner le 30 janvier 1879, après avoir refusé de signer le décret retirant leur commandement à certains généraux.
Il est prêté à Léon Gambetta la formule suivante, qui aurait été prononcée le 15 août 1877 : « Le Président n’a que ce choix : il lui faut se soumettre ou se démettre. »
Le républicain Jules Grévy lui succède huit heures plus tard.

### Dernières années

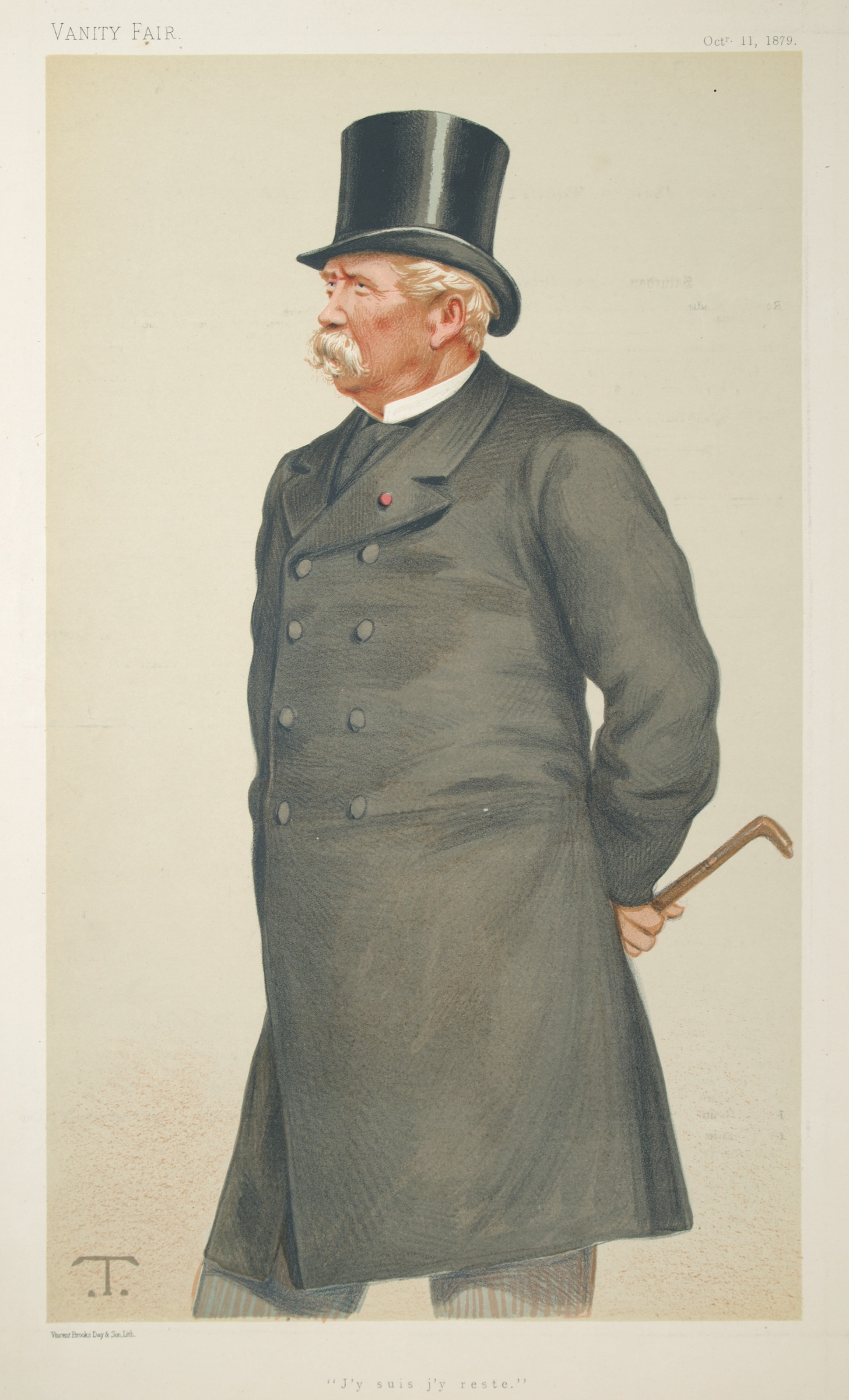
Patrice de Mac Mahon en 1879.

De 1887 à 1893, il dirige la Société de Secours aux Blessés Militaires (S.S.B.M.), devenue en 1940 la Croix-Rouge française.
Patrice de Mac Mahon meurt le 17 octobre 1893 au château de la Forêt, à Montcresson, près de Montargis, après avoir entrepris la rédaction de ses mémoires.
Il est inhumé le 22 octobre en la cathédrale Saint-Louis-des-Invalides, après des obsèques nationales et une messe à l’église de la Madeleine. Les cinq cordons du char funèbre sont tenus par le général Février, grand chancelier de la Légion d’honneur, l’amiral Henri Rieunier, ministre de la Marine, le général Loizillon, ministre de la Guerre, Charles Merlin, du Sénat, et Monsieur Malvy, de la Chambre. L’oraison funèbre est prononcée par Adolphe Perraud.
Son hôtel de la rue de Bellechasse est décrit de la façon suivante par son arrière-petite-fille :
« J’habitais dans l’hôtel de mon arrière-grand-père le maréchal de Mac-Mahon. Une vieille maison, donnant sur les jardins de l’hôtel de Castries, appartenant aux parents de sa femme le portrait grandeur nature du maréchal par Horace Vernet, dominait le salon de ma grand ’mère ; son appartement et celui de sa belle-sœur, la comtesse de Piennes (qui a eu sept ans le soir de Sedan), sont de véritables musées. Des tableaux et des aquarelles illustrent la campagne d’Italie et la guerre de Crimée. De grandes vitrines sont remplies d’armes et de décorations. Le buste en Sèvres du maréchal trône à chaque étage, sept gros manuscrits de ses Mémoires figurent dans la bibliothèque. Des portraits de Cour du Second Empire, des souvenirs du prince impérial ornent les murs. »

## Décorations
- Grand-croix de la Légion d'honneur : chevalier (1830), officier (1837), commandeur (1849), grand officier (1853), grand-croix à titre militaire (1855). Il était déjà grand-croix avant d’être élu président de la République. Il est grand maître de l’ordre en 1873[g].
- Médaille militaire en 1857.
- Ordre de la Toison d'or (Espagne) : chevalier en 1875.
- Ordre du Bain (Royaume-Uni) : grand-croix.
- Ordre de l'Aigle noir (Prusse) : grand-croix.
- Ordre du Lion néerlandais (Pays-Bas) : grand-croix en 1876.
- Chevalier de l'ordre des Séraphins[10]

Il totalise quatre blessures : en 1837, à la prise de Constantine, une balle perce son uniforme et égratigne les chairs ; en 1840, une balle lui enfonce la poignée de son sabre dans les côtes ; en 1857, à la bataille d’Icheriden et enfin, grièvement le 1er septembre 1870, devant Sedan.

## Armoiries
| Figure                                                          | Blasonnement |
| Armes de la famille Mac Mahon                                   | Armes de la famille de Mac Mahon : D’argent, à trois lions léopardés de gueules regardants, c’est-à-dire à la tête contournée de gueules, armés et lampassés d’azur, passant l’un sur l’autre., |
| Couronne de comte (France) · Armes de la famille Mac Mahon      | Dans la « base de données », sur loire-atlantique.fr (consulté le 15 décembre 2016) sigillographique du musée Dobrée, on trouve : un sceau aux armes des Mac Mahon (D’argent à trois lions léopardés de gueules, armés et lampassés d’azur, passant l’un sur l’autre.) accollées avec celles de la maison de Castries (d’azur à la croix d’or), Patrice de Mac Mahon étant marié avec Élisabeth de La Croix de Castries. - Les écus sont posés sur deux batons de maréchal de France posés en sautoir. - On y distingue aussi le collier de l’ordre de la Toison d’or. |
| Couronne ducale du royaume de France. · Armes de duc de Magenta | Armes du duc de Magenta : D’argent, à trois lions léopardés de gueules regardants, c’est-à-dire à la tête contournée, armés et lampassés d’azur. Au chef de gueules, brochant sur l’écartelé et semé d’étoiles d’argent., - On trouve aussi : D’argent, à trois lions léopardés de gueules, contournés (alias contrepassants), l’un sur l’autre, armés et lampassés d’azur ; au chef ducal : de gueules, semé d’étoiles d’argent. |